# Aix-en-Pévèle
Aix-en-Pévèle (até 2018: Aix) é uma comuna do departamento de Norte, localizada na região do Altos da França, na França.